# Ландлеры
Ланлеры (Трансильванские ландлеры) — этнический немецкий субэтнос, проживающий с XVIII века на территории современной Румынии, в южной Трансильвании (в основном соответствует современному округу Сибиу).

## Политическая подоплека
Реформация и Контрреформация — это явления, которые происходили в XVI, XVII и XVIII веках. Они оказали значительное влияние не только на церковь, но и на другие сферы жизни. В то время религия и власть были тесно связаны, и религия обеспечивала легитимность власти. После Аугсбургского мира 1555 года конфессия стала инструментом зарождающегося абсолютизма в регионах.
В Зальцбургском архиепископстве, подчиненном империи, впервые применили принцип Аугсбурга и Оснабрюка (cuius regio, eius religio) из Вестфальского мира 1648 года. Этот принцип вынуждал жителей менять веру в зависимости от религии правителя, что привело к изгнанию протестантов.
В 1684–1685 годах князь-епископ Макс Гандольф фон Кюнбург выслал жителей своего княжества из-за их религиозных убеждений. В 1731–1732 годах Леопольд Антон фон Фирмиан, используя эмигрантский патент, изгнал сторонников Аугсбургского вероисповедания под предлогом их участия в восстании. Для этого он получил военную помощь от Карла VI. Императору, вероятно, было ясно, что такие действия приводят к потере дееспособных подданных. В результате Зальцбург потерял налогоплательщиков, которые затем перешли к Фридриху Вильгельму I Прусскому, своему главному сопернику.
Мария Терезия, которая в 1740 году стала правительницей земель Габсбургов, в первое время после своего восхождения на престол обратила внимание на проблему религиозной разобщённости среди своих подданных. Она решила принять меры для искоренения протестантизма и обеспечить религиозное единство, по крайней мере, на территории наследственных земель Австрии.

## Переселение

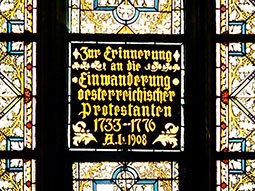
«Окно лендлеров» в протестантской приходской церкви Сибиу, посвященное иммиграции лендлеров

Депортация протестантов при Карле VI из земель Габсбургов было эвфемистически названо «трансмиграцией» и началась в 1734–1737 годах.
Более 800 человек были депортированы в Трансильванию, из них около 200 — из Каринтии. Переселенцы из Зальцкаммергута обосновались на юге Трансильвании, вдоль реки Кёнигсбоден. Эта территория была опустошена из-за турецких войн и чумы, поэтому перемещенным жителям Верхней Австрии выделили пустующие фермы в Гросспольде (Унтервальд), а также в Гроссау и Неппендорфе, что недалеко от Германштадта. Лендлеры, оставшиеся за пределами этих трех деревень, быстро слились с трансильванскими саксами. Некоторые семьи Ландлеров, такие как Кляйнзассер, Хофер, Вальднер, Вюрц и Гланцер, около 1762 года примкнули к анабаптистам-гуттеритам. Позже они эмигрировали в Россию, а затем в Северную Америку.
Стране был нанесен серьезный экономический ущерб, огромные территории были опустошены, целые деревни обезлюдели. Планируемое заселение обезлюдевших деревень трансильванских саксов поначалу не вызвало большого энтузиазма у местного населения, но вскоре оказалось весьма выгодным решением.
В период с 1752 по 1756 год продолжалось переселение людей. Более двух тысяч человек из центральной области Верхней Австрии, называемой «Ландл» (примерно соответствует территории между городами Вельс, Гмунден и Фёклабрук), и более тысячи ста человек из Внутренней Австрии, то есть из Каринтии и Штирии, были вынуждены отправиться в Трансильванию. Однако со временем население в этих местах снова увеличилось, отчасти из-за растущего числа румын, поселившихся на королевских землях. В результате почти не осталось бесхозных ферм. На этом этапе только те переселенцы, у которых было достаточно собственных ресурсов, смогли обосноваться в саксонских деревнях. Остальные же нашли приют в городах, если им удалось пережить первые трудные годы.
Для обслуживания переселений в 1754 году в пригороде Германштадта был построен большой комплекс зданий, который назывался Терезианум (по аналогии с Фуггераем в Аугсбурге). Перед этим зданием установлен памятник его основательнице Марии Терезии.

## Особенности
В ландлерских общинах Неппендорф, Гроссау и Гроспольд вновь прибывшие редко смешивались с местными трансильванскими саксами. Австрийско-немецкий диалект, лендлерский диалект, сохранился до наших дней, на нем говорят как те, кто эмигрировал в Германию, так и немногие лендлеры, которые остались в лендлерских деревнях. В двух общинах, Гроспольде и Неппендорфе, лендлеры постепенно стали большинством немецкоязычных жителей.
Политическим представительством лендлеров и других немецкоязычных групп в сегодняшней Румынии является DFDR (Демократический форум немцев Румынии). Их наиболее влиятельным представителем в Трансильвании сегодня является лендлер Мартин Боттесч, председатель районного совета округа Сибиу.